# Darkglass
Darkglass Electronics, também conhecida como Darkglass é uma loja de pedais de efeitos para guitarras e baixos localizada em Helsinque, na Finlândia, fundada em 2010 por Douglas Castro. Pedais Darkglass são usados por baixistas e guitarristas do mundo todo. Entre os quais se destacam Alex Webster (Cannibal Corpse), Billy Gould (Faith No More), Adam "Nolly" GetGood (Periphery), Paul Turner (Jamiroquai), Tosin Abasi (Animals as Leaders) and Tony Levin (King Crimson), entre outros.

## Pedais de efeito

### Distorção, fuzz e overdrive
- Duality
- Microtubes B3K
- Microtubes B7K
- Vintage Deluxe
- Vintage Microtubes
- Microtubes B7K Ultra
- Vintage Ultra
- Super Symmetry

### Outros pedais (descontinuados)
- Harmonic Booster
- Opressor